# Клан Вайт
Клан Вайт (англ. – Clan White, Clan MacWhite,  ірл. - Clan Mac Faoitigh) – клан МакВайт, клан Мак Фаойті – один з ірландських кланів. 
Гасло клану: Labore parta – Здобудемо в роботі (лат.)

## Історія клану Вайт (МакВайт)
Прізвища Вайт та МакВайт поширені прізвища в Ірландії і входять до числа 50 найбільш поширених в Ірландії прізвищ. Назва клану – це англійський варіант назви. Слово означає «білий». Таке прізвище в часи пізнього середньовіччя, коли ірландські прізвища і назви кланів забороняли, а замість них примушували людей приймати англійські прізвища, давали людям, що мали світле волосся. Крім того, таке прізвище в Ірландії отримували люди, що переселилися з острова Вайт. У часи релігійних війн у Франції гугеноти тікали з Франції і переселялися в Англію, Шотландію та Ірландію. Деякі гугеноти мали прізвище Бланк. Зокрема, гугеноти, що переселились в Ірландію у 1685 році мали прізвище Бланк. В Ірландії вони отримали прізвище Вайт.  
Значна частина людей з прізвищами Вайт в Ірландію переселилася в часи англо-норманського завоювання Ірландії з Англії – вони мали прізвище Ле Вайтс (норм. - Le Whytes). Ці люди були поглинуті ірландською культурою і змішалися з ірландцями. Крім того, в давні часи в Ірландії існував клан Мак Фаойті (ірл. - Mac Faoitigh). Його назва була співзвучна англійському слову Вайт, тому цей в часи занепаду ірландських культурних традицій і витіснення ірландської мови англійською у XVII столітті клан почали називати Вайт, МакВайт, МакВітті, МакКвітті. Крім цього існував ще клан Вітті (МакВітті) англо-саксонського походження в графстві Вексфорд. Крім того, в часи заборони ірландської мови ірландські прізвища і назви кланів та септ, які ірландською мовою означали «білий» почали називати англійським словом Вайт. Так прізвища, назви кланів і септ Бан (ірл. – Bán), Бане (ірл. – Bane), Баун (ірл. – Bawn) перетворилися на Вайт. 
На півночі Ірландії люди з прізвищем Вайт походять від Шотландського клану Мак Гілле Вайн (гельск. - Mac Gille Bhain). Назва клану перекладається як «сини слуги світловолосого». Тікі прізвища і назву свого клану прийняли багато людей з кланів МакГрегор та Ламонт, коли вони були оголошені поза законом і їхні прізвища і назви кланів були заборонені. В інших землях Ірландії прізвища Вайт часто отримували люди, які мали прізвища, або належали до кланів Фіонн (ірл. – Fionn) – в перекладі з ірландської «світлий», «справедливий», «яскравий». 
Люди з прізвищем Вайт розселилися по Ірландії і стали шанованими людьми в Ірландії, їх вважали в Ірландії людьми одного клану, хоча вони мали дуже різне походження. У графстві Лімерік люди з клану Вайт часто ставали мерами міст та шерифами, особливо після англо-норманського завоювання. Після 1213 року люди клану Вайт (МакВайт) ввійшли до складу місцевої шляхти в графстві Клер. Священик пастор Джеймс Вайт (ірл. - James White) написав «Історію графства Лімерік» у 1738 році. Він в той час належав то Ірландської королівської академії і належав саме до цього клану. 
Інша відома гілка цього клану жила в графстві Вотерфорд. У 1414 році чимало місцевої шляхти, мерів міст та інших шанованих людей належали саме до цього клану. У графстві Кілкені людей клану Вайт називали Вайтшел (ірл. – Whyteshall). Вони жили біля селища Клонмел (ірл. – Clonmel). Відомий єзуїт пастор Стівен Вайт (ірл. - Stephen White) (1575 – 1648) народився саме в Клонмел. Він став доктором теології в Інгольштадті (нім. – Ingolstadt), Німеччина в 1606 – 1609 роках. Він розшифрував, перклав і опублікував багато цінних давніх ірландських рукописів, зокрема, «Життя святого Адамнана», «Життя святого Колумби». Він збирав старожитності і давні історичні документи. Сьогодні прізвище Вайт і люди, які вважають себе частиною клану Вайт (МакВайт) часто зустрічаються в графствах Клер, Голвей, Кілкені, Вотерфорд, Лімерік.  

## Відомі і видатні люди з клану Вайт
- Джеймс Вайт (ірл. - James White) – ірландський художній критик, працював у цій галузі з 1930 року. У 1960 – 1964 роках він був куратором Дублінської муніципальної галереї. З 1964 року він працював в Національній галереї Ірландії і в 1968 році став її директором.